# Мост Братољуб
Братољуб је мост који се налази на реци Дрини, спаја Србију са Републиком Српском, односно општине Љубовију и Братунац. Грађен је од октобра 2015. године до маја 2017. године (када су радови на мосту званично завршени). Ако се мисли на цели гранични прелаз, што укључује приступне путеве и терминал, крај изградње је извршен 2021. године.

## Техничке карактеристике
Мост је дужине 227 метара, ширине 14 метара, и носи га 8 стубова, од којих су 4 у Дрини (2 стуба на територији Србије и 2 на територији Републике Српске).
Садржи по једну траку у сваком смеру, пешачке стазе у оба правца, као и бициклистичке стазе, такође у оба правца.

## Историја
Договором између Владе Србије и Владе Републике Српске, 20. октобра 2015. године, почело је са изградњом моста између општине Љубовија и општине Братунац.
На свечаном отварању радова биле су присутне владе обе земље. Делегацију Србије предводио је премијер Александар Вучић, а делегацију Српске је предводио председник Српске Милорад Додик.
Име Братољуб доделило му је локално становништво обе општине, те је званично и усвојено. Братољуб је изведен од почетних слова општина Братунац и Љубовија, али је његово значење и историјско, јер спаја Србе са обе стране Дрине.
Мост је отворен за саобраћај 28. новембра 2021, као и заједнички гранични прелаз између Љубовије и Братунца у Републици Српској.